# Vingårdstræde
Vingårdstræde er en gade i Indre By i København, der løber parallelt med Østergade fra Nikolaj Plads i øst til Kongens Nytorv i vest. I gaden ligger den historiske bygning Kong Hans' Vingård, der har lagt navn til gaden.
Store dele af gadens nordside optages i dag af stormagasinet Magasin, mens en stor del af sydsidens bygninger i dag er ejet af Danske Bank.

## Navn
Vingårdstræde har sit navn efter Kong Hans' Vingård, en fredet bygning med oprindelse i 1400-tallet, der ligger i gaden.

## Historie
Under anlægget af Københavns metro lykkedes det her at finde rester af en gård fra vikingetiden, der havde ligget på de lave strandenge ud imod havet. I middelalderen opførtes på stedet Kong Hans' Vingård, hvor der under Kong Hans i 1500-tallet blev slået mønter. Derfor kom gården også senere til at hedde Møntergården. I 1700-tallet blev bygningen bl.a. forsynet med et stukloft, og i 1976 blev restauranten Kong Hans Kælder indrettet her, som fik forfatteren Klaus Rifbjerg som restauratør. Det var også i denne bygning, at H.C. Andersen flyttede ind på et værelse i 1827 efter sit ophold på latinskolen i Slagelse, senere Helsingør.
Mellem Bremerholm og Kongens Nytorv består gadens nordside i dag af bygninger, der indgår i stormagasinet Magasin du Nord, heriblandt et parkeringshus og Magasin du Nord Museum. Siden overfor er hovedsageligt optaget af bygninger, der indgår i Danske Banks hovedsæde.